# 金洞梁引水渠
金洞梁引水渠位於四川省廣元市蒼溪縣，文物遺址年代判定為1978年。2012年7月16日公佈為第八批四川省文物保護單位。
金洞梁引水渠位於四川省廣元市蒼溪縣陵江鎮白觀村，呈南北走向。該水渠於1975年元月開始動工，每天上工300餘人，歷經4年時間，於1978年底全面竣工並投入使用。該水渠北起閻家溝水庫，南到現在的武當工業園區，全場約19.5公里，直接灌溉面積18000餘畝。水渠由隧道引水渠、地面引水渠和天橋引水渠三部分組成，其中天橋引水渠最為壯觀。金洞梁引水渠是“農業學大寨”時期代表性建築之一。